# Dobropoljana
Dobropoljana (olaszul: Dobrapogliana) falu Horvátországban Zára megyében. Közigazgatásilag Pašmanhoz tartozik.

## Fekvése
Zárától légvonalban 16 km-re délkeletre, községközpontjától légvonalban 6 km-re, közúton 7 km-re északnyugatra, Pašman szigetének északnyugati részén, a sziget legmagasabb pontja a 274 méteres Bokolj alatt fekszik. Kikötője védett a déli és nyugati szelektől, biztos menedéket nyújt kisebb jachtok számára is. A falu mellett homokos strandok találhatók.

## Története
A település első írásos említése 1270-ben történt. Plébániatemplomát 1404-ben említik, építése egy gazdag zárai polgár végrendelkezése alapján juttatott összegből történt. Területe a sziget többi részével együtt a 15. századtól a Velencei Köztársasághoz tartozott. Intenzív betelepülése a 17. században történt, amikor Zára vidékéről sok menekült érkezett ide. A 18. század végén Napóleon megszüntette a Velencei Köztársaságot. 1797 és 1805 között Habsburg uralom alá került, majd az egész Dalmáciával együtt a Francia Császárság része lett. 1815-ben a bécsi kongresszus újra Ausztriának adta, amely a Dalmát Királyság részeként Zárából igazgatta 1918-ig. A településnek 1857-ben 164, 1910-ben 263 lakosa volt. Az első világháborút követően előbb a Szerb-Horvát-Szlovén Királyság, majd Jugoszlávia része lett. A falunak 2011-ben 279 lakosa volt, akik hagyományosan mezőgazdasággal, szőlő- és olajbogyó termesztéssel, halászattal, hajózással foglalkoznak.

## Lakosság
| Lakosság változása | Lakosság változása | Lakosság változása | Lakosság változása | Lakosság változása | Lakosság változása | Lakosság változása | Lakosság változása | Lakosság változása | Lakosság változása | Lakosság változása | Lakosság változása | Lakosság változása | Lakosság változása | Lakosság változása | Lakosság változása |
| ------------------ | ------------------ | ------------------ | ------------------ | ------------------ | ------------------ | ------------------ | ------------------ | ------------------ | ------------------ | ------------------ | ------------------ | ------------------ | ------------------ | ------------------ | ------------------ |
| 1857               | 1869               | 1880               | 1890               | 1900               | 1910               | 1921               | 1931               | 1948               | 1953               | 1961               | 1971               | 1981               | 1991               | 2001               | 2011               |
| 164                | 159                | 180                | 225                | 243                | 263                | 300                | 304                | 341                | 338                | 314                | 398                | 278                | 402                | 274                | 279                |

## Nevezetességei
Szent Tamás apostol tiszteletére szentelt plébániatemplomát a 15. század elején építették, 1404-ben említik először. Felépülte egy zárai polgár erre a célra szánt hagyatékának köszönhető. A templomot 1717-ben és 1867-ben megújították, 1741-ben bővítették. Az átépítések következtében középkori jellegzetességeit teljesen elveszítette. Egyhajós épület sekrestyével és három márvány oltárral. Főoltárán Szűzanya a képe látható. Mellékoltárain a Kármelhegyi Boldogasszony szobra és Szent Tamás apostol képe található.